# 古今著聞集
古今著聞集（ここんちょもんじゅう）是鎌倉時代13世紀前半的伊賀守橘成季編纂的世俗說話集。也簡稱『著聞集』。由20巻30篇726話構成，僅次於『今昔物語集』的大部說話集。建長六年（1254），成立，後年增補。和『今昔物語集』・『宇治拾遺物語』並稱日本三大說話集。

## 概要
古今著聞集序記載「字県亜相巧語之遠類、江家都督清談之余波也」，作為宇治大納言物語、江談抄的補完之作。其中也有補足實錄的意圖之敘述，構成模仿勅撰集的部類。根據古今著聞集的序和跋，作品是橘成季在辭官閑暇之餘編纂。說話來自『台記』『中右記』『江談抄』的各家記錄、各地訪察、他人的述說。現在流通的不完全是橘成季的作品，有後年從江談抄、十訓抄等追記之物。

## 構成
六國史之後，平安中期至鎌倉初期的說話700餘編，依照分成神祇・釋教・政道忠臣・公事・文學・和歌・管絃歌舞・能書・術道・孝行恩愛・好色・武勇・弓箭・馬藝・相撲強力・書圖・蹴鞠・博奕・偸盗・祝言・哀傷・遊覽・宿執・闘諍・興言利口・恠異・變化・飮食・草木・魚蟲禽獸的30編，有百科事典的風格。

## 登場的實際人物
後鳥羽院、鳥羽法皇、欽明天皇、用明天皇、推古天皇、神功皇后、待賢門院、藤原歡子、圓融院、九條良經、小式部內侍、文屋康秀、藤原賴長、藤原忠實、藤原家隆、藤原實國、藤原師實、藤原孝時、藤原賴通、藤原實定、藤原宗輔、藤原實能、藤原忠通、藤原師長、藤原隆方、藤原伊通、藤原定家、藤原顯輔、藤原璋子、藤原季通、藤原公實、藤原清輔、藤原齊信、藤原貞敏、源雅定、源有仁、源經仲、源俊房、源博雅、俊惠、性空、勝覺、弘法大師、橘正通、藤原俊家、飛鳥井雅經、柿本人麻呂、為平親王、中院通方等。

## 脚注
1. ↑  古今著聞集研究序說 （页面存档备份，存于） 福田益和、長崎大学教養部紀要. 人文科学. 1975, 16, p.1-9
2. ↑  鳥羽僧正の秘画『勝画』の発見 （页面存档备份，存于）高島経雄、文芸社, 2000
3. ↑  寛延四年版「続古事談」について志村有弘、国文学研究 8, 71-82, 1972-11-25[永久]

## 關連項目
- 續古事談
- 德大寺公繼

## 外部連結
- 古今著聞集（页面存档备份，存于）